# Véronique Philipponnat
Pour les articles homonymes, voir Philipponnat.
Véronique Philipponnat est une journaliste française. 

## Biographie

### Formation
Elle est l'une des amies les plus proches de Sophie Fontanel.

### Carrière
Directrice adjointe de la rédaction du magazine ELLE, écartée, en 2014, après le licenciement de Valérie Toranian, elle dirige le magazine Grazia, jusqu'en 2019. Elle devient rédactrice en chef du journal ELLE, en 2021.